# زمان محلی

Black hole lensing web

زمان محلی (به فرانسوی: Temps local) در مقابل زمان مطلق قرار دارد.
معتقدان به نسبیت، زمان مطلق را منکراند. زیرا می‌گویند نمی‌توان مقیاسی پیدا کرد تا منظومه‌های دارای حرکات مختلف را با آن سنجید. هر نوع هم‌زمانی بین حوادث واقع در اماکن مختلف، از نظر آنان هم‌زمانی نسبی است. حتی ممکن است دو حادثه، نسبت به ناظر معینی با هم موجود باشند و نسبت به ناظر دیگری با هم موجود نباشند؛ و این امر معلول اختلاف محلی است که نظارت از آنجا انجام شده‌است. هر منظومه‌ای زمانی مخصوص خود دارد که همان زمان محلی آن منظومه است و فقط نسبت به آن منظومه حقیقی است.
در حالی که اسپنسر مکان را به زمان تأویل می‌کند، آنری برگسون زمان متجانس را، که نقیض دیمومت است، به مکان تأویل می‌کند. دانشمندان نسبیت، زمان و مکان را در یک مفهوم واحد گرد آورده‌اند و آن را (جای- گاه) نامیده‌اند و زمان را بعد چهارم اشیاء می‌دانند.
پی. دی. آسپنسکی در راستای ادامه و تعمیق نظرگاه کانت در باب زمان و مکان، ضمن پذیرش ماهیت ذهنی و توهمی زمان و مکان و ادراک ناقص انسان‌ها از تمامیت مکان، احساس زمان را ناشی از محدودیت قوای ذهنی انسان در ادراک بعد چهارم مکان می‌داند.
معیت(همبودی) مقطع مشترک بین زمان و مکان است. همبودی نسبی عبارت است از وجود همزمان اشیاء در زمان محلی واحد. این همبودی، چنان‌که اینشتین گفته‌است، نسبت به مکان شخص بیننده، متغیر است. مثلاً دو پدیده وجودی همزمان از دیدگاه مشاهده کننده زمینی، نسبت به ناظری که از سیّاره دیگری آنها را مشاهده می‌کند، همزمان نیستند.